# NK Osijek II
NK Osijek II bio je druga momčad NK Osijek. U sezoni 2022./23. natjecao se u Drugoj nogometnoj ligi, a po završetku sezone prestao je s radom.

## Povijest
Početkom rada druge momčadi NK Osijek smatra se 29. ožujka 2016. kada je u Valpovu odigrana utakmica s domaćom Valpovkom. Za Osijek II nastupali su uglavnom juniori i poneki igrači iz prve momčadi. U pobjedi 4:0 strijelci su bili Nikola Mandić i Lovro Anić, koji su postigli po jedan pogodak, te Tomislav Štrkalj, koji je postigao dva pogotka.
U lipnju 2016. podnesena je prijava za natjecanje u Trećoj HNL – Istok za sezonu 2016./17. s obzirom na to da je nakon odustajanja ludbreške Podravine liga ostala na neparnih 15 klubova. Dana 26. srpnja 2016. u Ivankovu je održan plenum Treće HNL – Istok na kojem je prihvaćeno sudjelovanje Osijeka II. U toj prvoj natjecateljskoj sezoni osvojeno je četvrto mjesto. Već u sljedećoj sezoni 2017./18. dogodio se novi iskorak: osvajanjem prvog mjesta u Trećoj HNL – Istok za tu sezonu, osiguran je plasman u Drugu HNL za sezonu 2018./19.
U Drugoj HNL Osijek II zadržao se četiri sezone, u kojima je redom na kraju zauzimao treće, sedmo, četrnaesto i petnaesto mjesto na konačnoj ljestvici. Na završetku sezone 2021./22. osvajanje pretposljednjeg, petnaestog mjesta, značilo je ispadanje iz lige. Prethodno je Hrvatski nogometni savez donio odluku kojom se drugim momčadima prvoligaša zabranjuje igranje u stupnju natjecanja koji je veći od trećeg, čime je Osijek II unaprijed bio predviđen za ispadanje, bez obzira na konačni plasman. Sljedeću sezonu 2022./23. momčad je odigrala u jedinstvenoj Drugoj nogometnoj ligi i pritom zauzela 15. mjesto na ljestvici, a po završetku sezone je ugašena.

## Stadion
Osijek II svoje domaće utakmice igrao je na stadionu Gradski vrt koji prima 18.856 gledatelja. U prvim dvjema natjecateljskim sezonama domaće utakmice odigravale su se na igralištu Olimpije u Donjem gradu.

## Treneri
- Tomislav Steinbrückner (29. ožujka 2016. – 19. siječnja 2017.)
- Dino Skender (19. siječnja 2017. – 30. ožujka 2019.)
- Ronald Grnja (30. ožujka 2019. – 17. srpnja 2019.)
- Igor Tolić (17. srpnja 2019. – 18. lipnja 2021.)
- Tomislav Radotić (18. lipnja 2021. – 15. lipnja 2022.)
- Hrvoje Kurtović (srpanj 2022. – lipanj 2023.)

## Pregled sezona
| sezona       | liga              | liga              | liga         | liga             | liga        | liga             | liga              | liga        | liga    | najbolji strijelac             | najbolji strijelac |
| sezona       | natjecanje        | odigrano utakmica | broj pobjeda | broj neriješenih | broj poraza | zabijeni pogodci | primljeni pogodci | broj bodova | plasman | igrač                          | broj pogodaka      |
| ------------ | ----------------- | ----------------- | ------------ | ---------------- | ----------- | ---------------- | ----------------- | ----------- | ------- | ------------------------------ | ------------------ |
| 2016./17.    | Treća HNL – Istok | 30                | 15           | 7                | 8           | 58               | 34                | 52          | 4.      | Josip Špoljarić                | 18                 |
| 2017./18.    | Treća HNL – Istok | 30                | 21           | 3                | 6           | 54               | 19                | 66          | 1.      | Nicholás Llanos                | 7                  |
| 2018./19.    | Druga HNL         | 26                | 13           | 5                | 8           | 37               | 26                | 44          | 3.      | Josip Špoljarić                | 13                 |
| 2019./20. ↓1 | Druga HNL         | 19                | 7            | 5                | 7           | 26               | 19                | 26          | 7.      | Nadrey Dago, Mile Todorov      | po 5               |
| 2020./21.    | Druga HNL         | 34                | 11           | 9                | 14          | 42               | 42                | 42          | 14.     | Martin Sekulić                 | 9                  |
| 2021./22.    | Druga HNL         | 30                | 9            | 7                | 14          | 25               | 36                | 34          | 15.     | Luka Branšteter, Nail Omerović | po 4               |
| 2022./23.    | Druga NL          | 30                | 7            | 4                | 19          | 32               | 64                | 25          | 15.     | Nail Omerović                  | 9                  |

## Napomene
1. ↑1  Zbog pandemije koronavirusa natjecanje u Drugoj HNL prekinuto je nakon odigranog 19. kola. U trenutku prekida prvenstva, Osijek II zauzimao je sedmo mjesto na ljestvici. Dana 6. svibnja 2020. HNS je donio odluku da se odigravanje Druge HNL u sezoni 2019./20. neće nastaviti, čime je poredak klubova na ljestvici nakon odigranog 19. kola postao i konačan.